# 아스나스

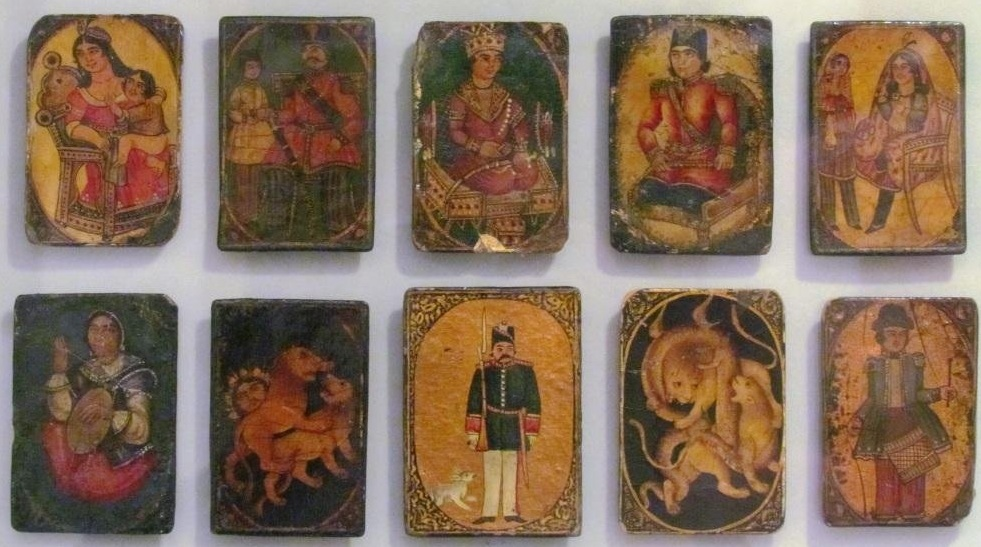
아스나스 카드

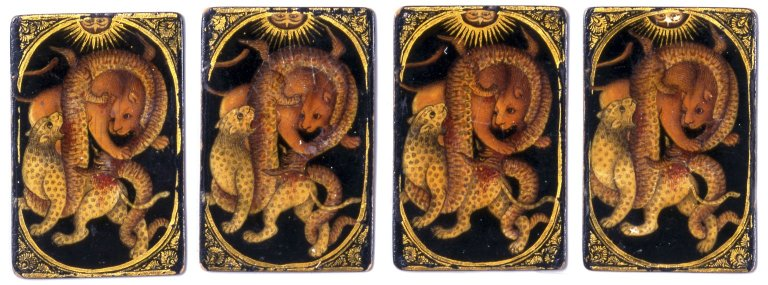
아스

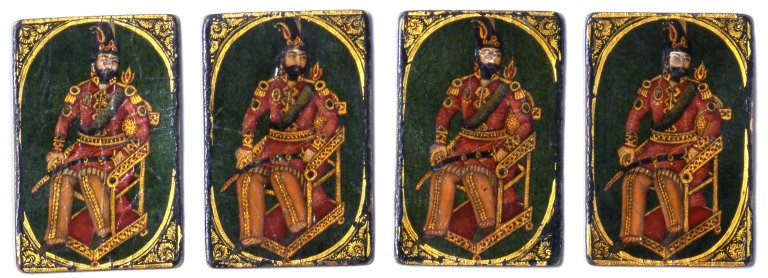
샤

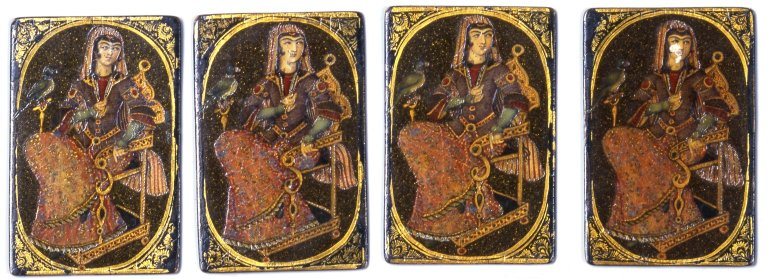
비비

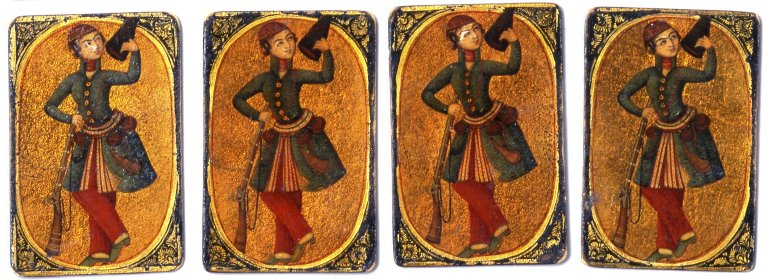
세르바즈

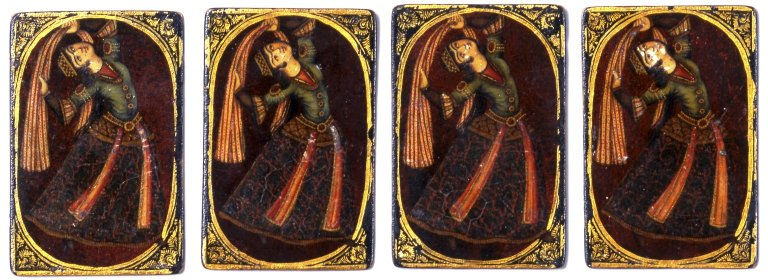
쿨리

아스나스 ( آس ناس )는 페르시아에서 즐기던 플레잉 카드 유형의 카드 게임이다.

## 개요
팩에는 다섯 종류의 카드가 각각 4~5 장 씩 모두 20장 또는 25장이 들어있다. 각 카드는 고유의 배경색이 있는 단순한 디자인으로 구성되어 있다. 카드는 가로 4 cm 세로 6 cm 정도의 직사각형 모양이며 또 다른 카드 게임인 간지파처럼 수작업으로 그린 것이 일반적이지만 후기에 만들어 진 것 가운데는 미리 만들어 둔 그림을 콜라주 기법을 사용하여 붙인 다음 채색한 것도 있다. 카드는 한쪽 면만 그림이 있는 형태였고 오늘날의 표준 플레잉 카드와 달리 숫자나 기호는 표시되지 않았다. 타원형 선으로 테두리를 장식하였다.
페르시아어에서 "아스"는 에이스 카드를  "나스"는 사람을 뜻한다.  아스나스에 쓰이는 카드는 모두 다른 숫자가 없는 그림패로 에이스 카드 역할을 하는동물 카드 한 종과 네 종류의 인물 카드로 구성된다. 네 종류의 인물은 샤에서 부터 쿨리까지 서로 다른 계층의 사람들로 구성되어 있다. 일반적인 카드 디자인은 가장 높은 것에서 가장 낮은 것까지 다음과 같다.
- 아스( آس ): 에이스. 일반적으로 태양이나 달을 배경으로 한 사자를 그린다. 때로는 표범, 용, 서로를 물어 뜯는 짐승 등이 그려지기도 하였다. 말을 탄 사냥꾼을 물어 뜯는 야수가 그려진 경우도 있다.
- 샤 ( شاه ): 왕. 왕좌에 앉거나 말을 탄 모습으로 묘사되었다.
- 비비 ( بی‌بی ): 아이를 앉고 있는 여성 또는 앉아있는 여성으로 묘사되었다.
- 세르바즈 ( سرباز ): 군인.
- 쿨리 또는 라카트( لکات ): 가장 낮은 카드, 일반적으로 춤추는 소녀 또는 한 쌍의 음악가를 그렸다.

위의 이미지 외에도 꽃으로만 표현한 팩이나 음란한 그림이 그려진 경우와 같은 다양한 대체 디자인이 제작되었다.

## 역사
아스나스는 보다 오래된 간지파와 함께 오랫동안 공존하였다. 중세 게임과 스포츠를 정리한 윌키스는 페르시아에서 최소 17세기에는 아스나스를 즐겼다고 본다. 당시 아스나드는 5 종의 카드가 각각 5 장씩 모두 25장으로 구성되어 있었다. 고전적인 아스나스 카드 디자인은 19세기에 제작된 것으로 여러 박물관이 소장하고 있다. 일부 희귀한 소장품은 18세기 후반에 제작된 것으로 추정된다. 19세기 페르시아 지역에서 근무한 영국 군인 머도크 스미스 소장은 1877년 무렵에는 아스나스를 즐기는 사람이 줄어들고 점차 유럽식 플레잉 카드가 유행하였다고 기록하였다. 레자 샤 시기인 1931년 페르시아는 외국무역독점법에 따라 카드 생산을 독점화 하였다. 영국의 카드 제조사인 데라루는 1930년대에 카드 공급을 의뢰받고 페르시아의 역사에 착안한 인물 카드를 제작하였으나 카드 자체는 유럽식이어서 하트, 클로버, 스페이드 및 다이아몬드 기호를 새겨 넣었다. 유럽식 플레잉 카드가 유행하면서 아스나스는 쇠퇴하였고 1945년 무렵에는 유행이 지난 구식 카드로 취급되었다. 그러나 농촌 지역에서는 조금 더 오래 아스나스를 즐기는 사람들이 남아 있었고 1960년대 아라스테흐는 "이란의 시골 생활은 수세기 동안 변하지 않은 전통적 관습을 중심으로 이루어진다"고 썼다. 무슬림의 가치에 관한 한 구절에서 그는 "캐시카이인은, 아마도 다른 부족들도, 남성들이 알코올 음료를 마시는 것을 허용한다. 일부 부족장들은 여가 시간에 아편을 즐긴다. '포커 비슷한 아스' 게임은 부족 사람들에게 인기 있는 카드 게임이다."라고 적었다.

## 게임 방법
1895년 페르시아 정부에서 일하던 네덜란드계 영국인 알버트 휴텀 쉰들러 장군은 아스나스의 규칙을 다음과 같이 설명했다.
아스 게임은 포커와 똑같지만 플러시나 스트레이트가 없다. 4명 각각 오른쪽에 5장의 카드를 받는다. 딜러가 플레이어들에게 돈을 걸도록 한 뒤 첫 번째 플레이어가 자신의 카드를 본다. "디담"(봤다) 라고 말한 뒤 차례를 넘기거나 판돈을 올릴 수 있다. 게임을 포기하려면 "나디남"(안봤다) 하고 말하고 카드를 던진다. (텍사스 홀덤의 경우 처럼) 자신의 카드를 보지 않은 채 배팅을 연기하는 스트래들을 시도할 수도 있다. 이 때는 "나디드 디담"(안보고 간다) 라고 말한다.  이후로도 차례대로 게임을 포기하거나 앞선 배팅에 동의하거나 판돈을 올릴 수 있다. 더 이상 판돈이 오르지 않으면 카드를 공개하고 승자가 판돈을 가져간다.
카드의 끗 순서는 다음과 같다.
- 세 바 주스트: 세장의 카드가 같은 패이고 한쌍의 패가 원 페어이면 풀하우스이다.
- 세타: 두 쌍의 패가 같은 경우. 즉 투 페어. 같은 투페어 이면 아스가 가장 높고 그 뒤로 샤, 비비, 세르바즈, 쿨리 순서이다.
- 주스트: 한쌍이 같은 패. 즉 원 페어. 패의 순서는 위와 같다.

같은 등급의 끗수가 나오면 그 중에 보다 높은 패를 가진 플레이어가 이긴다.
자신의 손에 좋지 않은 패가 있어도 이를 숨기고 배팅하는 "블러핑"은 이 게임의 특징으로 "툽자단"(총 쏘기)라고 불린다.
아스나스 카드로는 위의 포커 계열 게임 외에도 여러 게임을 즐겼다. 예를 들면 유럽의 란스퀘네트또는 한국의 섰다 비슷 한 유형의 끗수 게임은 보다 단순한 규칙으로 판돈을 걸수 있었다.

## 유럽식 카드로 플레이하기
유럽식 플레잉 카드에서 에이스, 킹, 퀸, 잭, 그리고 10을 가져와 아스나스를 플레이할 수 있다.

## 아스나스 카드 박물관 및 컬렉션
- 브루클린 박물관, 뉴욕, 뉴욕, 미국[11]
- 메트로폴리탄 미술관, 뉴욕, 뉴욕, 미국[12]
- 미술 박물관, 휴스턴, 텍사스, 미국
- 독일 플레잉 카드 박물관, 라인펠덴, 독일
- 미국 예일대학교 비네케 도서관 에 소장되어 있는 캐리 컬렉션.
- 스페인 포르니에르 데 나이페스 박물관[13]
- 영국 박물관[14]
- 프랑스 국립도서관[15]
- 플레잉카드 박물관, 프랑스
- 이시레물리노, 프랑스[16]
- 모가담 박물관, 테헤란, 이란[17]
- 네덜란드 국립 세계 문화 박물관, 라이덴, 네덜란드[18]

## 같이 보기
- 간지파
- 마이시르

## 참고 문헌
- Wilkins, Sally (2002). 《Sports and Games of Medieval Cultures》. Westport, CT, USA: Greenwood Publishing Group.